# Goodwillambassadeur

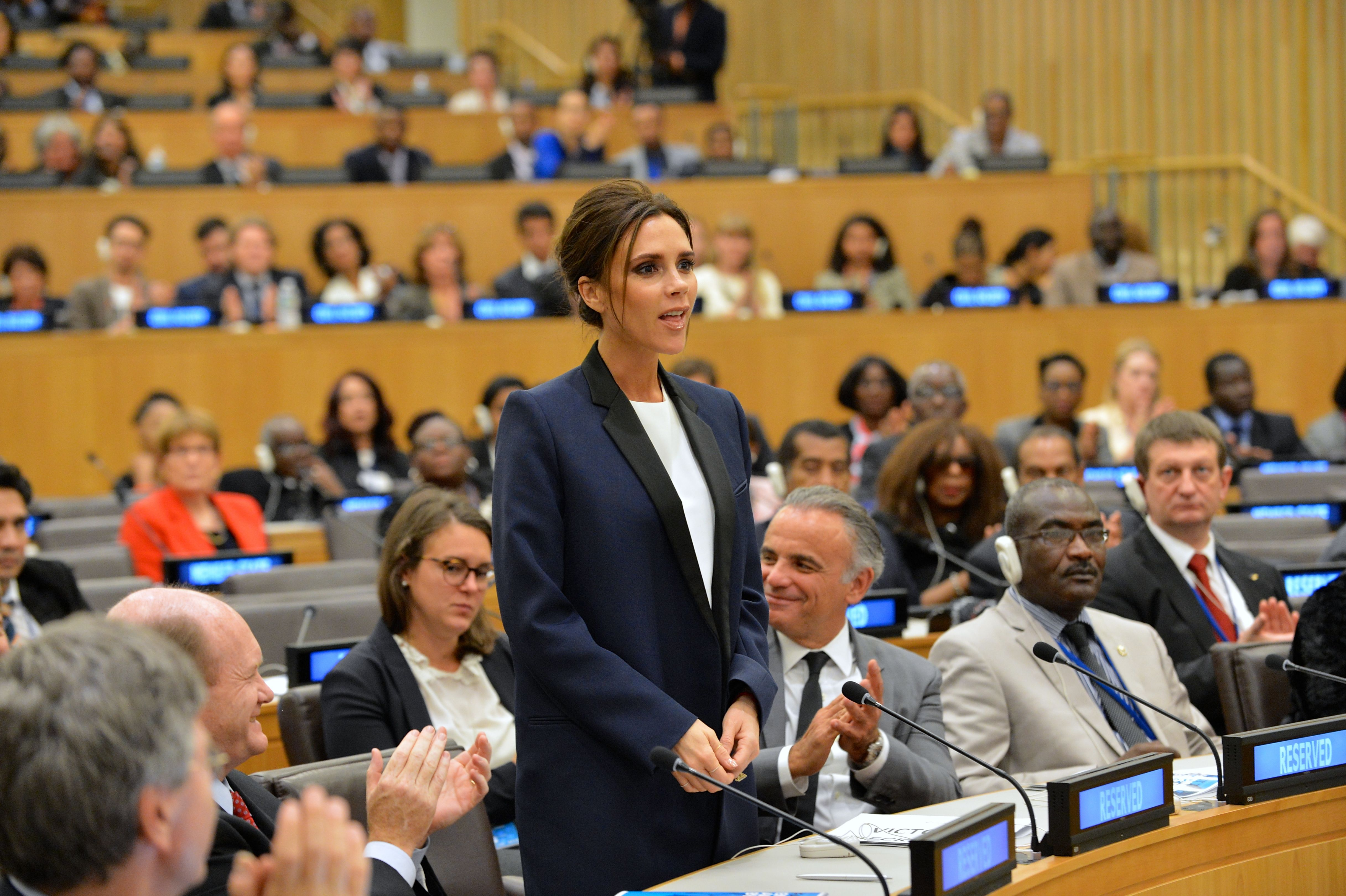
Victoria Beckham, goodwillambassadeur voor UNAIDS

Een goodwillambassadeur is een persoon die op basis van de eigen bekendheid de doelstellingen van een organisatie of land helpt uitdragen. Goodwillambassadeurs brengen hun status, tijd en vaardigheden in om goodwill te kweken, samenwerking te versterken, voorlichting te geven of om ideeën uit te dragen. De functie kan betaald of onbetaald zijn. Beroemdheden die hun naam en tijd aan een bedrijf of product verbinden, vallen niet onder deze definitie.
De inzet van goodwillambassadeurs is zo oud als de diplomatie zelf. Talloze landen en instellingen stuurden bekende wetenschappers, schrijvers, sportlieden en anderen om geschenken te overhandigen, contacten te leggen of ideeën uit te dragen. Een staatsbezoek van een gekroond staatshoofd die niet de politiek leider van een land is, kan ook als een vorm van goodwilldiplomatie gezien worden.
Goodwillambassadeurs hebben meestal geen formele diplomatieke status, hoewel een enkel land (zoals Haïti) ze wel diplomatieke onschendbaarheid verleent.

## Verenigde Naties
Een van de organisaties die veel met goodwillambassadeurs werkt, is de VN. Verscheidene organisaties en instituten stellen beroemdheden in die hoedanigheid aan om hun doelen te ondersteunen en in het algemeen welwillendheid voor de instelling te kweken. Mogelijk de eerste in die rol was Danny Kaye, die in 1954 reizend ambassadeur voor UNICEF werd, gevolgd door Audrey Hepburn in dezelfde functie.
Anno 2015 is Emma Watson goodwillambassadeur voor de vrouwenbelangen- en opbouwwerkinstelling UN Women, die ook Nicole Kidman in die functie aanstelde. Voor UNICEF zijn onder meer Mia Farrow, Roger Moore, Whoopi Goldberg, Jackie Chan en Millie Bobby Brown actief. In november 2018 werd Millie Bobby Brown uitgeroepen tot UNICEF goodwillambassadeur, als jongste ooit. In 2012 werd Angelina Jolie speciale gezant van het Hoog Commissariaat voor de Vluchtelingen.
Goodwillambassadeur voor het Bevolkingsfonds van de Verenigde Naties zijn onder meer de echtgenote van de Deense kroonprins, Goedele Liekens en Geri Halliwell.
Tot de UNESCO Goodwill Ambassadors worden onder anderen Montserrat Caballé en Caroline van Monaco gerekend.
De NVVN heeft ook goodwillambassadeurs.